# Ary Borges
Ariadina Alves Borges, oder einfach nur Ary Borges (* 28. Dezember 1999 in São Luís), ist eine brasilianische Fußballnationalspielerin.

## Karriere

### Klub
Von 2017 bis Ende 2018 spielte sie für Sport Recife und schloss sich danach zum Jahresstart 2019 dem FC São Paulo an. Nach einem Jahr hier, ging sie dann weiter zum Lokalrivalen SE Palmeiras. Seit der Saison 2023 spielt sie nun in den USA für das Franchise Racing Louisville FC.

### Nationalmannschaft
Mit der brasilianischen U20 nahm sie an der Südamerikameisterschaft 2018 und der Weltmeisterschaft 2018 teil.
Bei der brasilianischen A-Nationalmannschaft hatte sie ihr Debüt im September 2020. Nach einigen Einsätzen wurde sie dann auch für den Kader bei der Copa América 2022 nominiert. Dort kam sie in allen Spielen zumindest ein wenig zum Einsatz und erzielte während der Gruppenphase sowie im Halbfinale jeweils ein Tor. Am Ende gewann sie mit ihrer Mannschaft das Turnier mit einem 1:0-Sieg über Kolumbien im Finale und wurde so Südamerikameister. Dies qualifizierte ihre Mannschaft dann zugleich zudem noch für die Weltmeisterschaft 2023. Auch im Finalissima 2023 erhielt sie einen Startelfeinsatz, verlor hier aber am Ende mit ihrer Mannschaft gegen den Gegner England mit 3:5 im Elfmeterschießen.
Am 27. Juni 2023 wurde sie für die WM 2023 nominiert.

## Erfolge
Nationalmannschaft
- Copa América: 2022, 2025

Palmeiras
- Staatspokal von São Paulo: 2021
- Staatsmeisterschaft von São Paulo: 2022
- CONMEBOL Copa Libertadores: 2022